# 人形山
人形山（にんぎょうざん）は、富山県南砺市（五箇山地域）と岐阜県白川村（白川郷）にまたがる飛騨高地北部に位置する標高1,726 mの山である。日本三百名山、新日本百名山およびぎふ百山の一つに選定されている。登山口は富山県側にある。

## 歴史
白山を開山した泰澄が開山したとされ、古くから修験の場として登られていた。泰澄が奈良時代に山頂の東北東約1.4 km地点（現在は宮屋敷と呼ばれる白山権現堂の跡地で鳥居が設置されている。）に白山権現堂を創建し、平安時代の1502年（文亀2年）に山麓の南砺市上梨に移されたと伝えられている。この白山宮本殿（はくさんぐうほんでん）は、1958年（昭和33年）5月14日に国の重要文化財の指定を受けている。白山宮の祭礼にて奉納されているこきりこ節は、1973年（昭和48年）11月5日に記録作成等の措置を講ずべき国の無形の民俗文化財に指定された「五箇山の歌と踊（ごかやまのうたとおどり）」一つである。

## 伝説
五箇山地域にはこの人形山にまつわる悲しい伝説（昔話）があり、アニメまんが日本昔ばなしでも「人形山」というエピソードとして制作、放送された。実際に山腹には2人の幼子が手をつないで踊っているかのような、残雪による人形の形をした雪形が現れ、山名の由来となっている。古くは「ひとがたやま」と呼ばれていた。
左甚五郎が木の人形を彫り、それに入魂して山地を開拓した後ここに埋葬したとする説も伝えられている。

## 登山

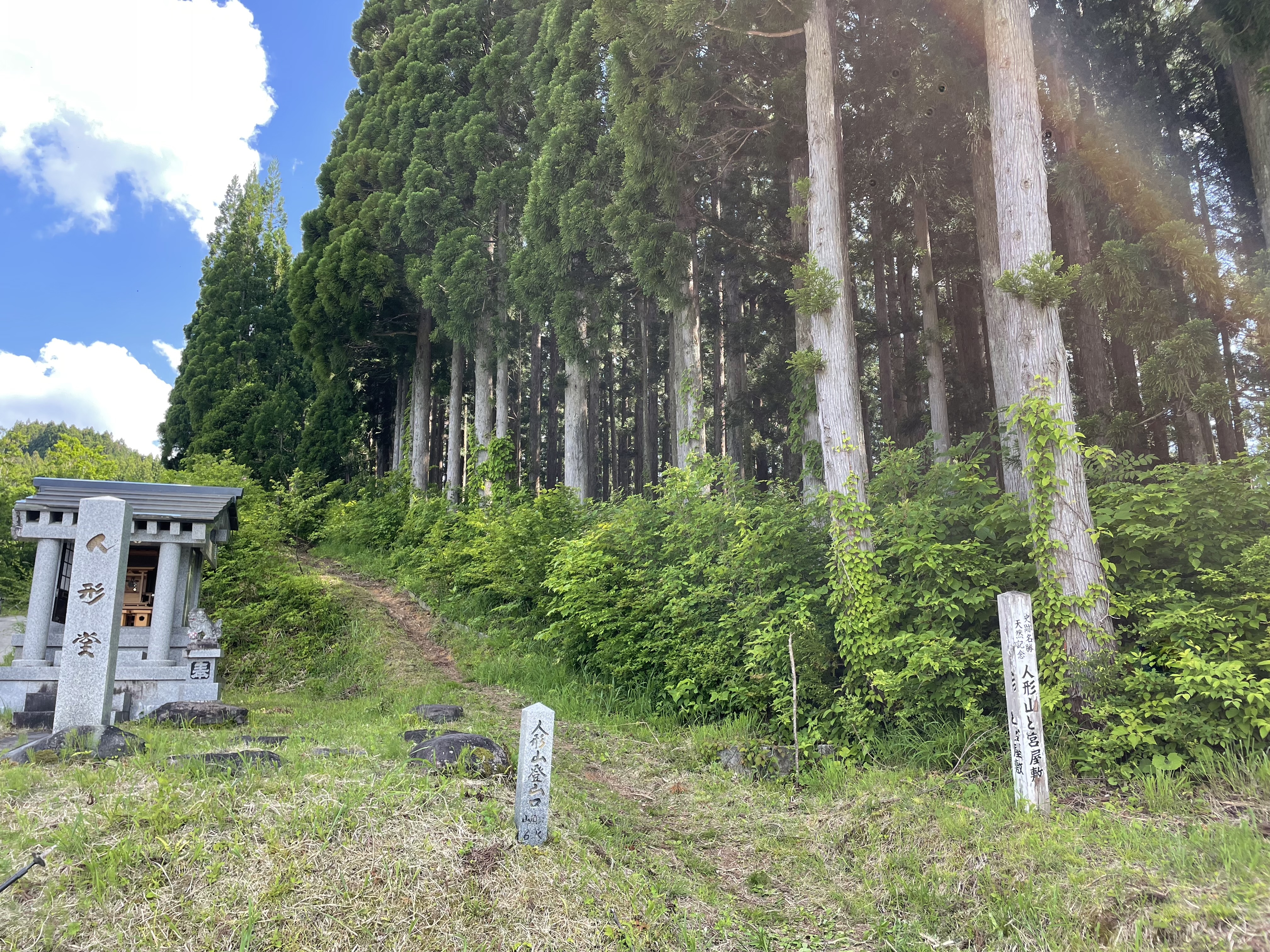
人形山登山口

例年6月の第1日曜日に山開きが行われる。山頂付近からは、西に両白山地の大門山、笈ヶ岳、白山などの山並み、東に飛騨山脈（北アルプス）の立山連峰から乗鞍岳へと連なる山並み、御嶽山、周辺の飛騨高地の山々などが望める。近くにあるピークの三ヶ辻山（みつがつじやま、標高1,764 m）と共に登頂されることがある。三ヶ辻山への登山道は1986年（昭和61年）に五箇山保勝会により伐り開かれた。

### 登山道
富山県側から、以下の2コースの登山道が開設されている。岐阜県側からは登山道は開設されていない。
中根平コース
林道高成線の中根平 - 中根山荘 - 第一休憩所 - 第二休憩所 - 宮屋敷 - 三ヶ辻山分岐 - 人形山
登山道の下部ではイワウチワ、マイヅルソウ、ミツバオウレンなど、中間付近ではサラサドウダンの大木、ゴゼンタチバナなど、上部ではイワカガミ、イワハゼ、コバイケイソウ、ササユリ、ダケカンバ、チシマザサ、ブナ、ホンシャクナゲ、リンドウなどの植物が見られる。山頂付近には池塘があり、ニッコウキスゲの群落がある。

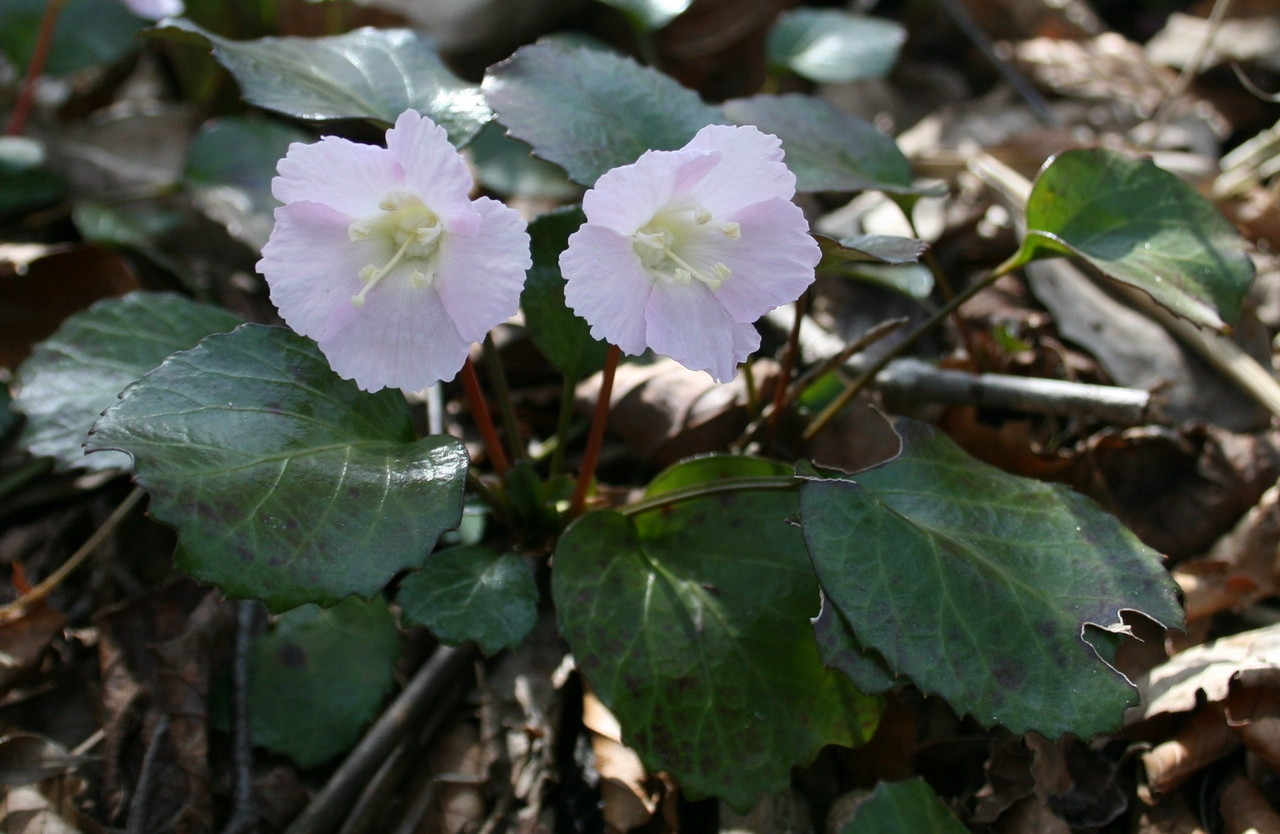
イワウチワ
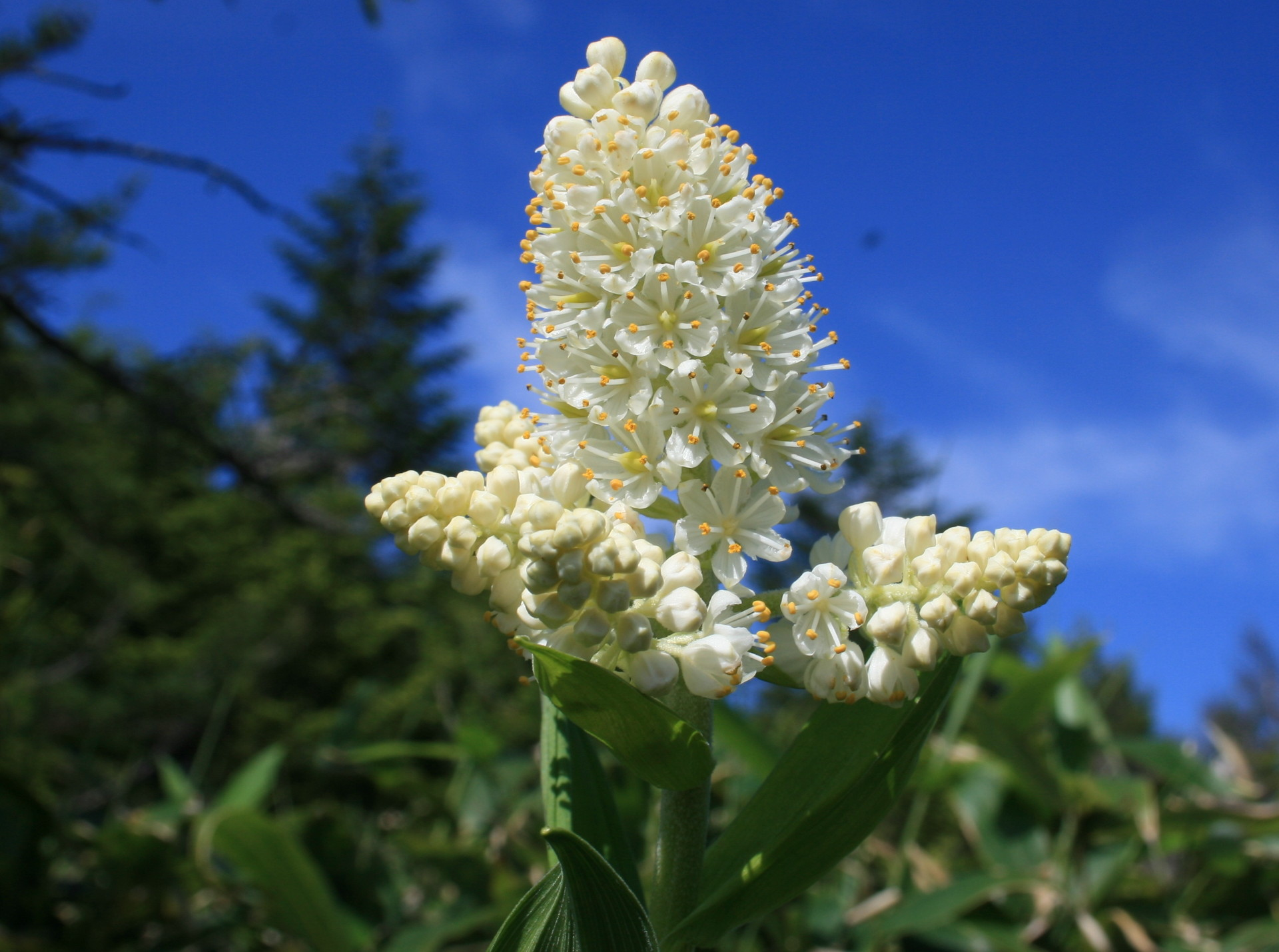
コバイケイソウ
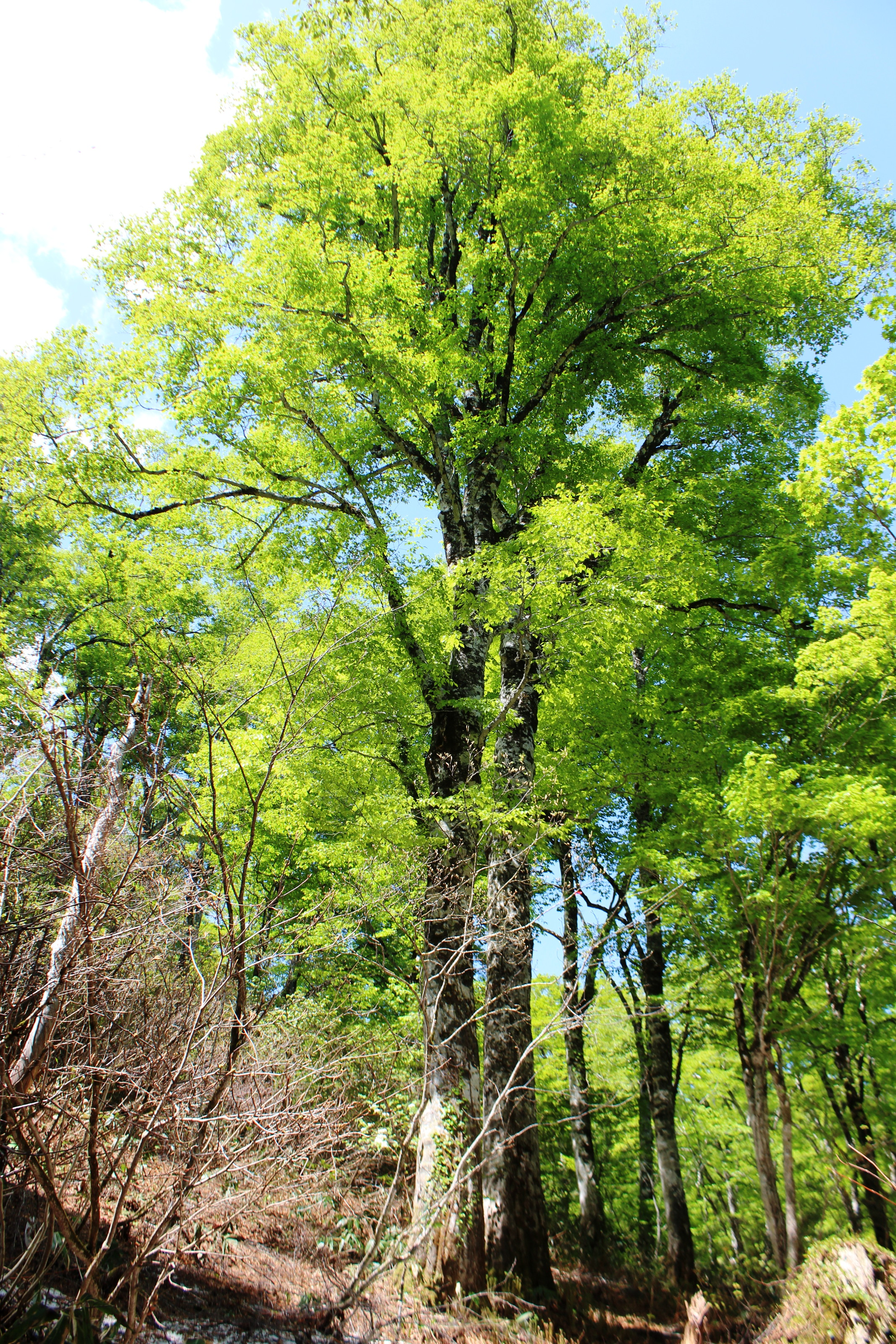
ブナ

高草嶺コース
林道取付 - 大滝山（標高1,498 m） - カラモン峰（1,679 m） - 人形山
本コースは大滝山までは手入れが行われているが、その先はかすかな踏み跡程度である。

### 周辺の山小屋
中根平コース登山口の中根平には、中根山荘の無人の山小屋（収容人数15名）がある。山頂の北4.4 kmに位置する。

## 地理

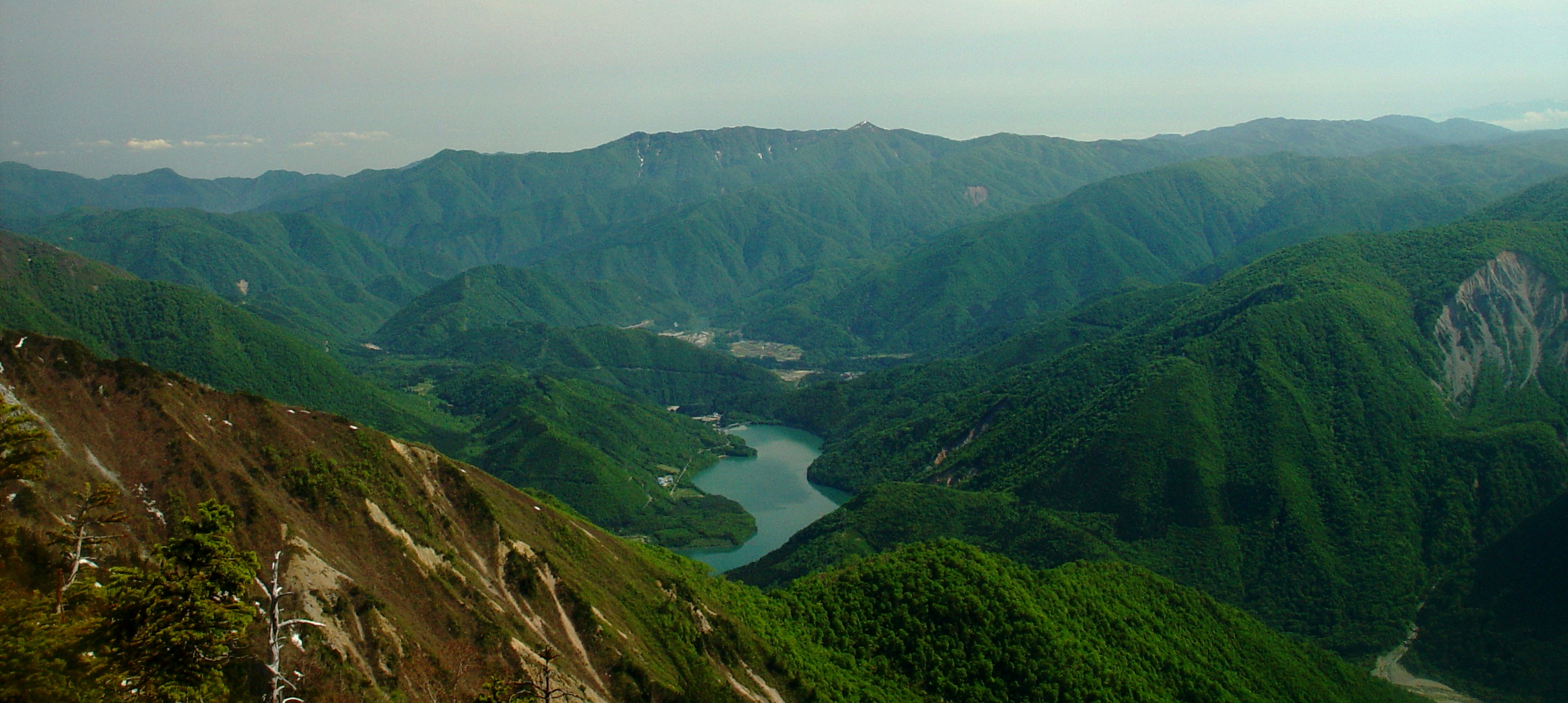
南側の両白山地の三方崩山から望む庄川の鳩谷ダム湖と人形山周辺の飛騨高地の山並み

庄川を挟んで西側の両白山地に対峙する飛騨高地の飛越国境山地の一峰。麓の南砺市の世界遺産に登録されている「越中五箇山相倉集落」の合掌造り集落からその山容および、西面にある手をつないだように見える2つの人形の雪形を6月中旬頃に望むことができる。砺波平野から望まれる山容はなだらかな女性的な山容である。山頂部には高層湿原がある。

### 周辺の山
山頂の南東1.5 kmには三ヶ辻山（山頂部は岐阜県側に位置する。）があり、西北西3.6 kmには大滝山がある。
| 山容                           | 山名     | 標高 (m) | 三角点等級 基準点名 | 人形山からの 方角と距離(km) | 備考         |
| ------------------------------ | -------- | -------- | ------------------- | --------------------------- | ------------ |
| 三方岩岳から望む大門山         | 大門山   | 1,571.59 | 三等 「大門山」     | 西 12.4                     | 日本三百名山 |
| 富山県側から望む金剛堂山       | 金剛堂山 | 1,650    |                     | 東北東 10.3                 | 日本二百名山 |
| 籾糠山から望む人形山と三ヶ辻山 | 人形山   | 1,726    |                     | 0                           | 日本三百名山 |
| 猿ヶ馬場山から望む籾糠山       | 籾糠山   | 1,744.34 | 三等 「籾糠山」     | 南 12.8                     | 天生湿原     |
| 前笈ヶ岳から望む笈ヶ岳         | 笈ヶ岳   | 1,841.35 | 三等 「笈岳」       | 西南西 14.4                 | 日本二百名山 |

### 源流の河川

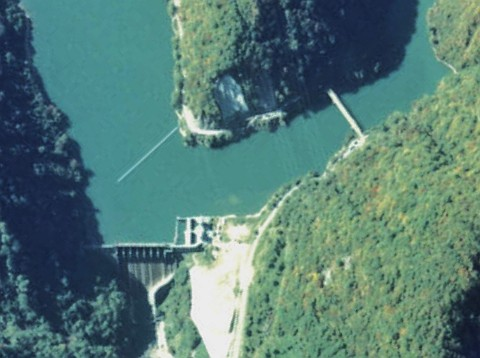
南西山麓の庄川の椿原ダム

以下の庄川水系の支流の源流となる山で、日本海側の富山湾へ流れる。庄川の椿原ダムの北東5.6 kmに位置する。
- 湯谷
- 大芦倉谷
- 岩長谷 - 利賀川の支流

### 交通・アクセス
西山麓の庄川沿いに東海北陸自動車道と国道156号が通る。東山麓の利賀川沿いに富山県道・岐阜県道34号利賀河合線が通り、上部区間は豪雪地帯のため冬期閉鎖される。山頂の南東5.2 kmには牛首峠があり、林道が（標高1,084 m）通る。
- JR西日本城端線の終着駅である城端駅の南19.5 kmに位置する[2]。
- 東海北陸自動車道の五箇山インターチェンジの東南東7.4 kmに位置する。

## 人形山の風景

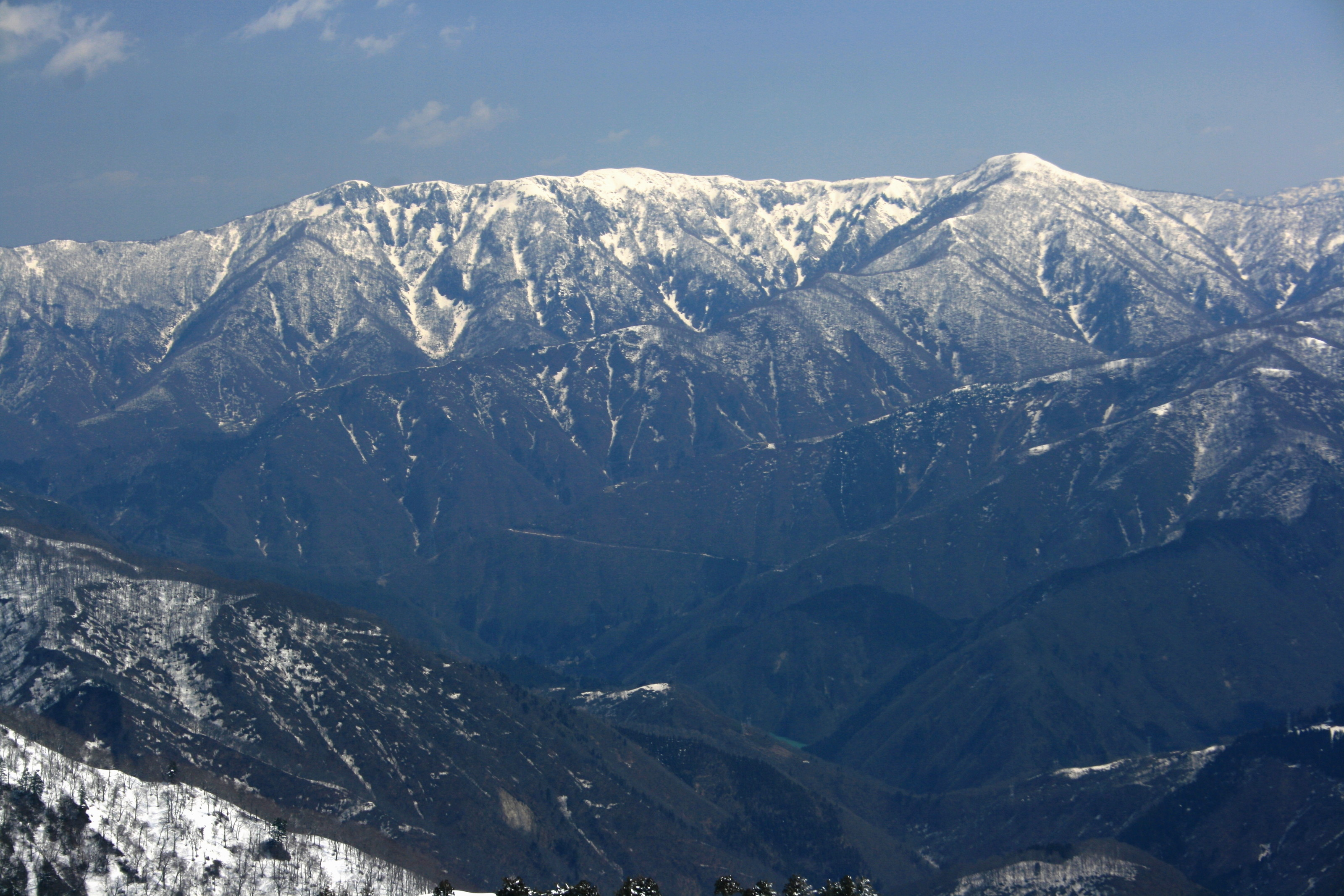
南西の三方岩岳から望むなだらかな山容の人形山（中央部）と端正な山容の三ヶ辻山（右側）
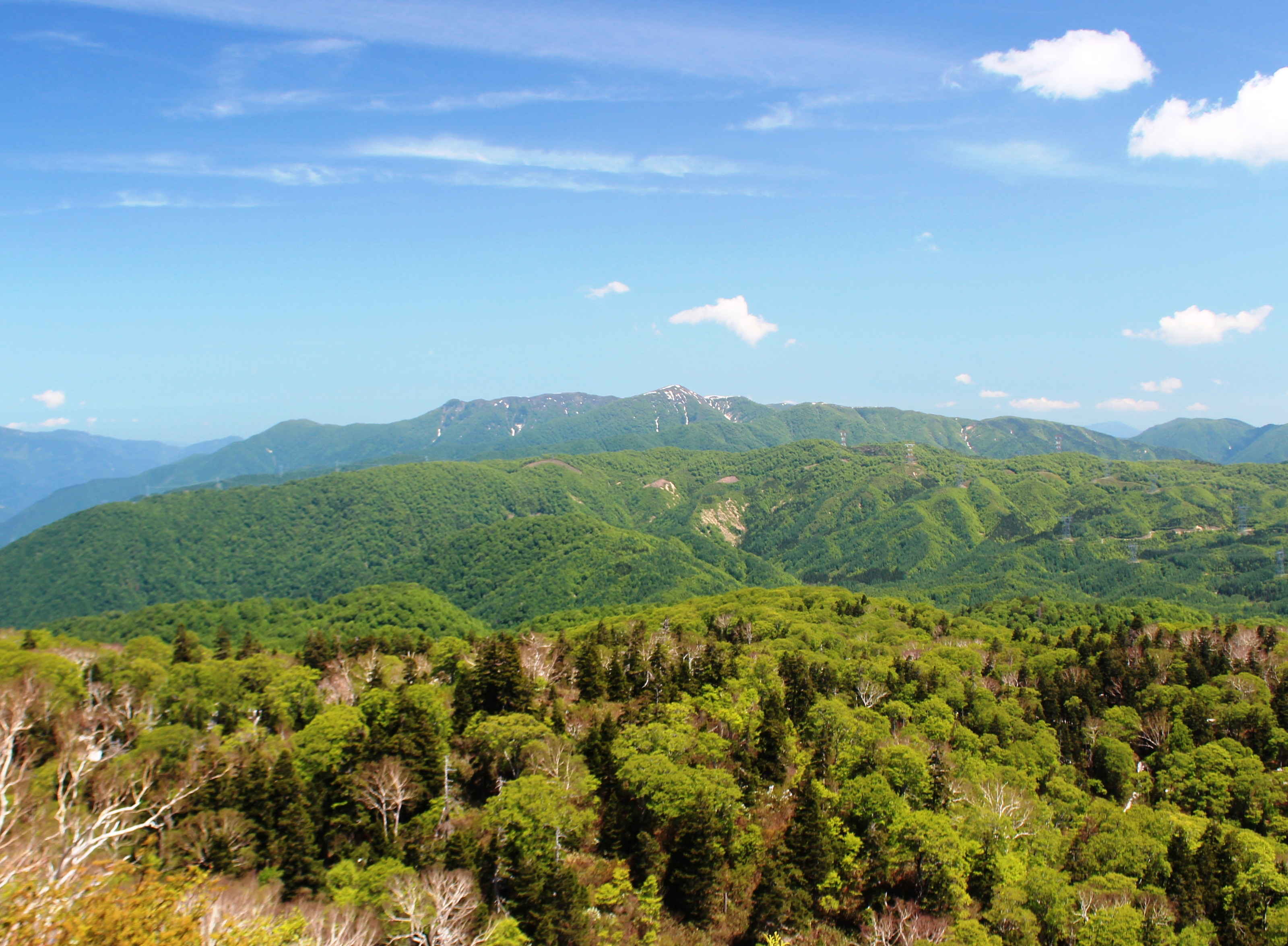
南の籾糠山から望む人形山
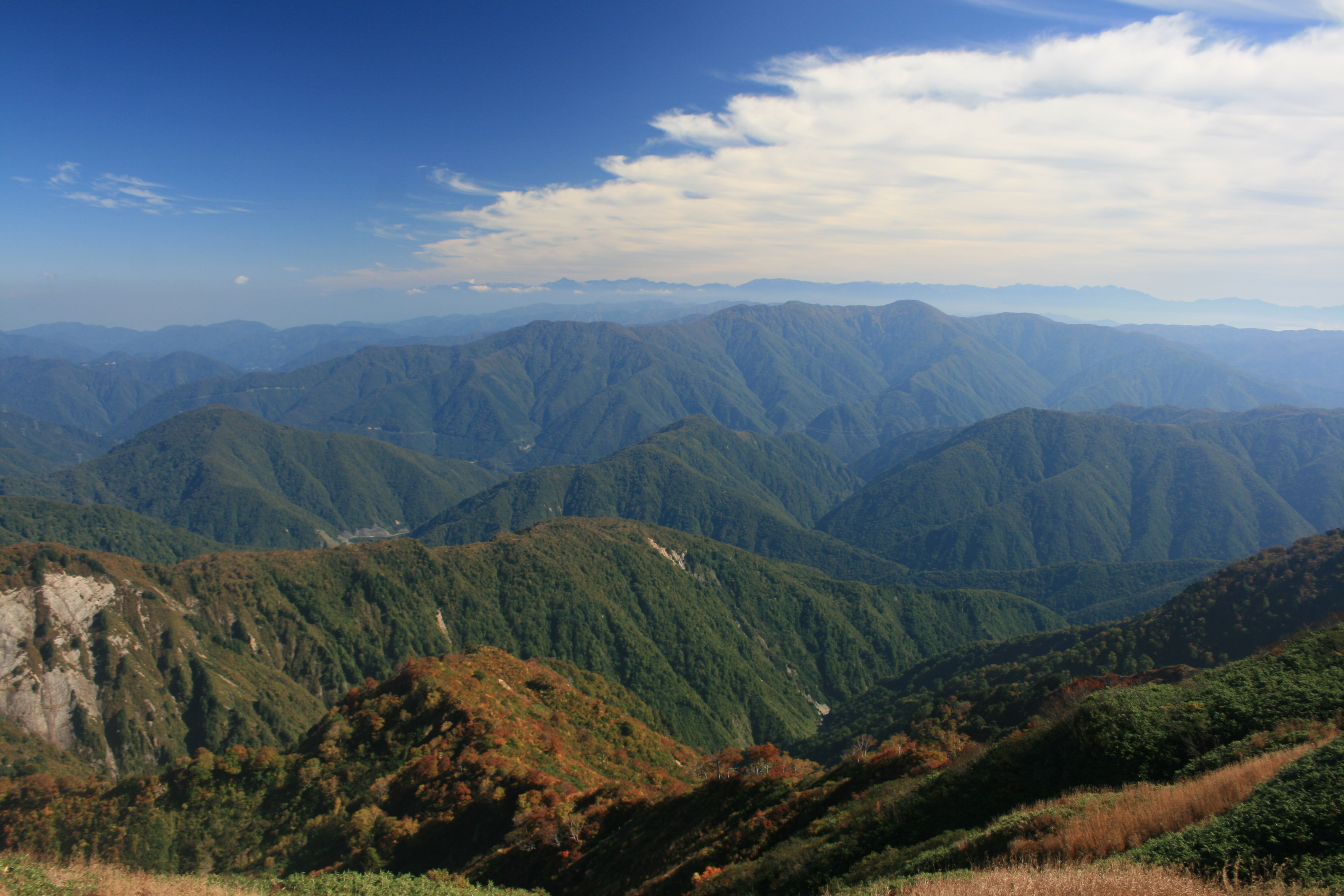
西の両白山地大笠山から望む人形山、遠景は飛騨山脈（北アルプス）